# Zakspeed 871
A Zakspeed 871 egy Formula–1-es versenyautó, melyet a Zakspeed csapat versenyeztetett az 1987-es Formula–1 világbajnokság során. Pilótái Martin Brundle és Christian Danner voltak, a magyar nagydíj szabadedzésén pedig Kesjár Csaba is vezethette, hazai közönség előtt.

## Áttekintés
Komolyabb változtatások nem történtek az előző évi, 861-es modellhez képest. A meghajtásért továbbra is a Zakspeed saját fejlesztésű és építésű motorja felelt, amely körülbelül 820 lóerős teljesítményre volt képes. A csapat főszponzora a West cigarettamárka volt, ahol pedig be voltak tiltva a dohányreklámok, ott az "East" felirat szerepelt az autókon.
Először Imolában, a szezon második versenyén vetették be, és Brundle egy ötödik hellyel mindjárt pontokat is szerzett vele. Ez volt a csapat első és egyetlen alkalma, hogy pontot tudtak szerezni a sportágban. Az idény során több probléma is hátráltatta őket: a már meglévő műszaki problémák mellett Dannert kizárták a monacói nagydíjról, mert ütközött Michele Alboreto autójával az edzésen, Ausztriában pedig Brundle-t, az autója szabálytalansága miatt. A legtöbb futamról kiestek, alig tudtak célbaérni, és volt, hogy nem is rangsorolták őket a túl nagy körhátrány miatt. Mindennek ellenére a konstruktőri tizedik helyen zárták az idényt.

## Eredmények
† – nem fejezte be a futamot, de rangsorolták, mert teljesítette a versenytáv 90 százalékát
| Év   | Csapat               | Motor           | Gumik | Pilóták          | 1   | 2   | 3   | 4   | 5   | 6   | 7   | 8   | 9   | 10  | 11  | 12  | 13  | 14  | 15  | 16  | Pontok | Helyezés |
| ---- | -------------------- | --------------- | ----- | ---------------- | --- | --- | --- | --- | --- | --- | --- | --- | --- | --- | --- | --- | --- | --- | --- | --- | ------ | -------- |
| 1987 | West Zakspeed Racing | Zakspeed 1500/4 | G     |                  | BRA | SMR | BEL | MON | DET | FRA | GBR | GER | HUN | AUT | ITA | POR | ESP | MEX | JPN | AUS | 2      | 10.      |
| 1987 | West Zakspeed Racing | Zakspeed 1500/4 | G     | Martin Brundle   |     | 5   | KI  | 7   |     | KI  | NR  | NR  | KI  | KIZ | KI  | KI  | 11  | KI  | KI  | KI  | 2      | 10.      |
| 1987 | West Zakspeed Racing | Zakspeed 1500/4 | G     | Christian Danner |     |     | KI  | KIZ | 8   | KI  | KI  | KI  | KI  | 9   | 9   | KI  | KI  | KI  | KI  | 7   | 2      | 10.      |

## Forráshivatkozások
1. ↑  Mowbray, Jennie: [https://thejudge13.com/2015/08/20/f1-history-martin-brundle-and-the-1987-zakspeed-871/ 
  1. F1 History: Martin Brundle and the 1987 Zakspeed 871] (brit angol nyelven). thejudge13, 2015. augusztus 19. (Hozzáférés: 2025. április 9.)
2. ↑  Az NSZK-csapata, vagyis a Zakspeed-sztori… (magyar nyelven). Napi F1 sztori, 2020. április 9. (Hozzáférés: 2025. április 9.)